# The Lion Sleeps Tonight (musikalbum)
The Lion Sleeps Tonight, släppt 9 juni 1997, är ett musikalbum av det svenska dansbandet Barbados.
Albumet släpptes i nytryck 2006 efter att Warner Music Sweden AB köpte upp Mariann Grammofon.

## Låtlista
1. The Lion Sleeps Tonight (Wimoweh)
2. Vi älskar i en sommarnatt
3. Tiden går
4. Vad som än händer
5. Minnen från Marseille
6. Din kärlek
7. Går i ett regn
8. Maria såg på mig
9. På ett tåg i natten
10. Lady, Lady
11. Sju stjärnor att följa
12. Öppna dina ögon
13. Bilder av dig (när kylan tar tag)
14. Julie
15. För alltid och för evigt
16. If I do
17. Bara i natt